# Appam
Appam – w kuchni południowoindyjskiej rodzaj naleśników w kształcie miseczki, sporządzonych z mąki ryżowej. Spożywane bywają na śniadanie lub jako dodatek do pikantnych potraw wchodzących w skład głównego posiłku. Istnieje wiele odmian appam w zależności od dodatkowych składników – jajek, mleka, miodu, bananów, mleczka kokosowego itd. Jedną z odmian jest kallappam, placuszki z dodatkiem kallu dodawanego w celu fermentacji, dla lepszego wyrośnięcia ciasta. Appam (w angielskiej transkrypcji hoppers) popularne są również w kuchni cejlońskiej.